# Landvermesserzeiten

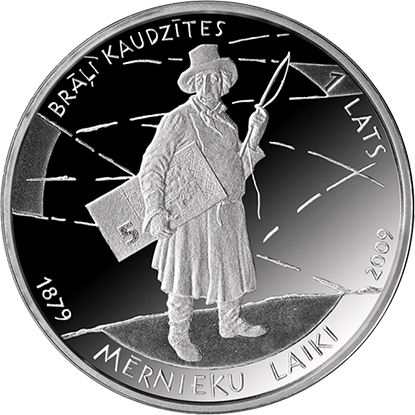
Die Protagonisten auf einer lettischen Münze: auf der Vorderseite Ķencis mit einer Banknote statt des Schaffells

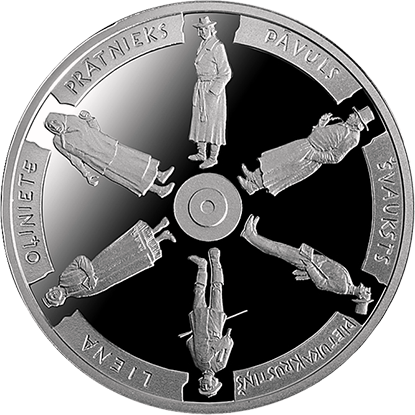
Auf der Rückseite Prātnieks, Pāvuls, Švauksts, Pietuka Krustiņš, Liena und Oļiniete

Landvermesserzeiten ist der deutsche Titel des ersten lettischen Romans Mērnieku Laiki. Die Autoren dieses Romans sind die Brüder Reinis Kaudzīte und Matīss Kaudzīte, nach alter Manier auch Kaudzītes Reinis und Kaudzītes Matīss genannt.

## Geschichte des Buches
Das Werk erschien 1879 als erster realistischer Roman in lettischer Sprache. Der Inhalt spiegelt die Situation der ländlichen Bevölkerung in Livland nach der Aufhebung der Leibeigenschaft im Rahmen der Großen Reformen durch den russischen Kaiser Alexander II. In den Jahren 1867–1873 wurden im Bereich der Gemeinden Vecpiebalga (deutsch: Alt-Pebalg) und Jaunpiebalga (deutsch: Neu-Pebalg) Ländereien, die vormals in Gutsbesitz waren, an lettische Bauern verkauft und zu diesem Zweck vermessen. Diese Kommerzialisierung brachte erstmals ein Bewusstsein für die Bedeutung von Geldvermögen und Kredit in diese größtenteils analphabetischen Kreise. Dadurch gab es auch die Möglichkeit zu finanzieller Einflussnahme und Betrug. Die schlichte christliche Moral begann sich zu lockern.
Der Roman enthält Elemente einer Liebesgeschichte, eines Kriminalromans und eines Bauernschwanks. Dramatik und Humor wechseln sich ab. Für die heutige Generation ist es ein Dokument des lettischen ländlichen Lebens in der zweiten Hälfte des 19. Jahrhunderts.
Die Lettisch-Literärische Gesellschaft verlieh 1880 ihren Preis an die Autoren.
Matīss Kaudzīte hinterließ 1924 eine unvollendete Fortsetzung unter dem Titel Jaunie Mērnieku laiki (= Neue Landvermesserzeiten).
Das Buch erlebte viele Auflagen in lettischer Sprache und wurde in die russische, litauische, estnische und deutsche Sprache übersetzt. Außerdem entstanden 1911 und 1926 Bühnenfassungen.
Der Stoff wurde zweimal verfilmt:
- Mērnieku Laiki 1968, Regie Voldemārs Pūce.
- Mērnieku Laiki 1991, Regie Varis Brasla.[5]

## Ort der Handlung
Die Autoren lebten in dem hügeligen livländischen Gebiet der Gemarkung Vecpiebalga im Hof Kalnā Kaibēni und waren Augenzeugen der geschilderten Umwälzungen. Als Orte der Handlung schildern sie die fiktiven Gemeinden Čangali und Slātava mit dem Doppelgehöft Irbīši.

## Protagonisten

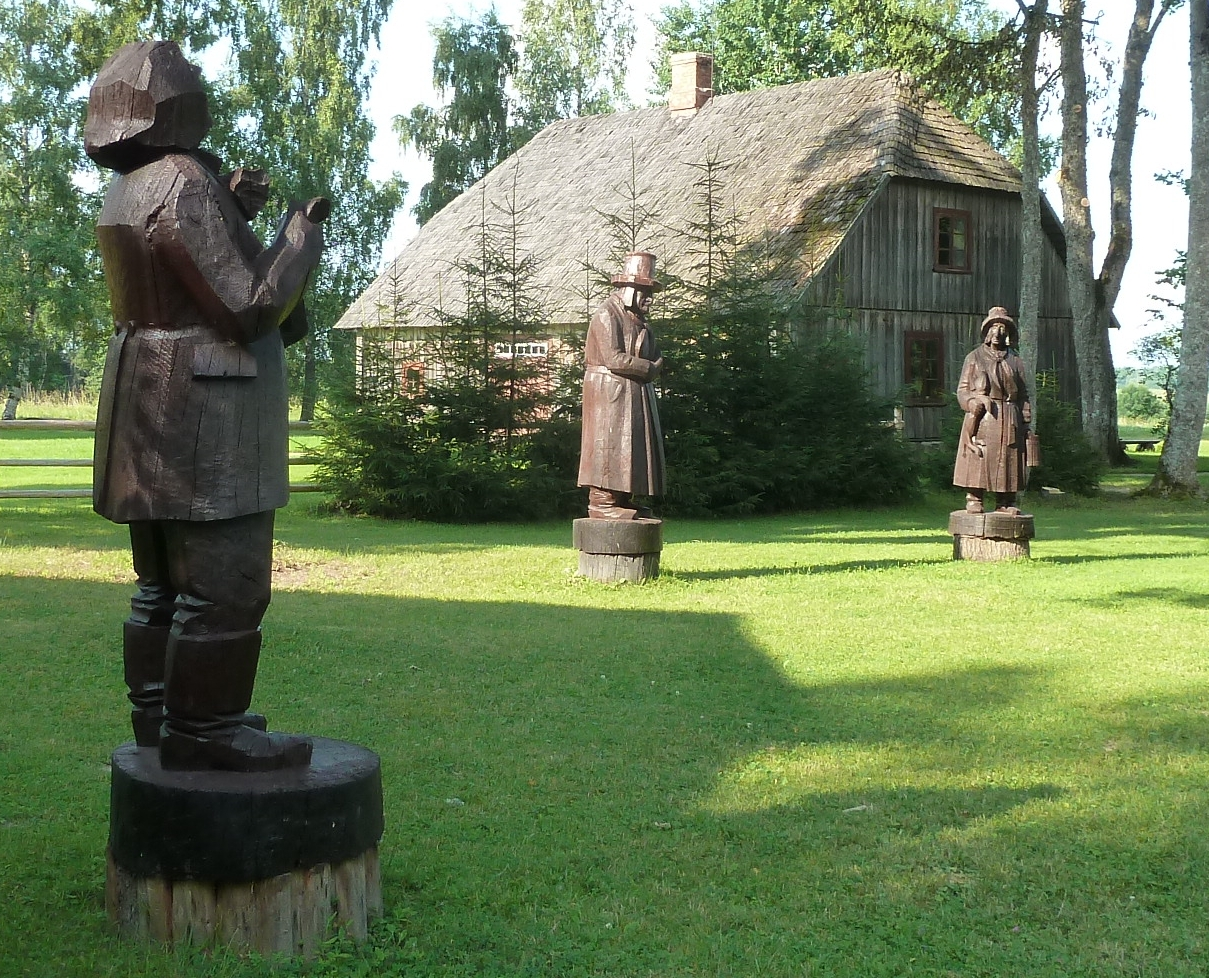
Drei Personen aus dem Roman Mērnieku laiki stehen beim Hof Kalna Kaibēni nahe Vecpiebalga: Prātnieks, Pāvuls und Ķencis.

Die Protagonisten des Romans kann man in vier Typen einteilen: Letten alten Typs von guter ländlicher Gesinnung, Letten von gebrochenem altem Typ, die den Verführungen der wirtschaftlichen Umwälzungen nachgeben, Letten neuen Typs, die der nationalen Erhebung folgen, und schließlich Zugereiste, die in der Regel Deutschbalten sind.
| Typ       | Familie   | Name                    | Rolle Deutscher Name (Orthographie von 1883)                            |
| --------- | --------- | ----------------------- | ----------------------------------------------------------------------- |
| Alt       | Gaitiņi   | Ilze Gaitiņa            | Bäuerin auf Irbīši, Mutter von Kaspars                                  |
| Alt       | Lapenieki | Lapenieku Annuža        | Annusch, alte Taufmutter der Lene                                       |
| Alt       | Prātnieki | Prātnieka māte          | Mutter von Prāta Andžs                                                  |
| Alt       | Gaitiņi   | Tenis Gaitiņš           | Tennis Gaiting, Bauer auf Irbīši                                        |
| Alt       |           | Edes tēvs               | Edes Vater                                                              |
| Alt       |           | Lielais Pēteris         | der große Peter                                                         |
| Gebrochen | Oļiņi     | Jēkabs Oļiņš            | Vater Ohling, Bauer in Irbīši                                           |
| Gebrochen | Oļiņi     | Oļiniete / Oļiņa māte   | Mutter Ohling adoptiert Lene                                            |
| Gebrochen |           | Ķencis                  | Kenz, der schmalnasige Bauer aus Čangali                                |
| Gebrochen |           | Pāvuls                  | Pawuls, Bauer, gemeinsam mit Kenz im Gefängnis                          |
| Neu       | Prātnieki | Prātnieks / Prāta Andžs | Prahtneek / Prahta Andsch (Andsch aus der Weisheit)                     |
| Neu       |           | Bisars                  | Bisar, Bauer aus Čangali                                                |
| Neu       |           | Švauksts                | Schwaukst, gibt sich als Deutscher aus                                  |
| Neu       |           | Drekberģis              | Dreckberg, Schneider                                                    |
| Neu       |           | Pietuka Krustiņš        | Peetuk Krustin, Lehrer und „Gelehrter“ (der Geschwollene)               |
| Neu       | Gaitiņi   | Kaspars Gaitiņš         | Kaspar, Sohn von Ilse und Tennis                                        |
| Neu       | Gaitiņi   | Liena Gaitiņa           | Lene, Pflegetochter der Olings, heiratet Kaspar                         |
| Zugereist |           | Grabovskis              | Grabowsky, Landstreicher, scheinbarer Revisor, eigentlich Graf Edelbert |
| Zugereist |           | Feldhauzens             | Feldhausen, Revisor                                                     |
| Zugereist |           | Raņķis / August Ranke   | Ranke, Revisorengehilfe, konspirativ als „Duselkopf“ (Reibonis)         |
| Zugereist |           | Šrekhubers              | Schreckhuber, Müller                                                    |

## Lettische Ausgaben
- Kaudzītes Reinis un Matīss: Mērnieku Laiki. Stāsts. Verlag Liesma, Rīga 1980. Eine lettische Ausgabe mit den Illustrationen von Eduards Brencēns.
- Mērnieku Laiki, online verfügbar, siehe Weblinks.
- E. Zeltmatis: Mērnieku laiki Slātavā, Verlag Skatuves bibliotēka, Riga 1926 (eine dramatisierte Version).

Digitalisate
- Mērnieku laiki, Teil 1 als PDF, lettisch
- Mērnieku laiki, Teil 2 als PDF, lettisch
- Mērnieku laiki, Teil 3 als PDF, lettisch

## Deutsche Ausgaben
- Rein und Matis Kaudzit: Die Revisorenzeit. Maria Guleke übersetzte diesen Roman ins Deutsche und veröffentlichte ihn in gekürzter Fassung in der Tageszeitung Rigaer Tageblatt im Jahr 1883 (Nr. 26–61).
- Reinis Kaudzīte, Matīss Kaudzīte: Landvermesserzeiten, Roman, aus dem Lettischen übersetzt von Valdis Bisenieks. Verlag Kaspars Kļaviņš, Salzburg 2012, ISBN 978-3-9503342-0-3. Die erste vollständige deutsche Ausgabe. Mit einer Einführung und Kommentaren von Kaspars Kļaviņš und den Illustrationen von Eduards Brencēns aus der Ausgabe von 1913.